# География на Древна Гърция
Географията на Древна Гърция или Географията на Елада, т.е. на родината на елините, в периода след т.нар. дорийско нашествие .

## Понятие
Географията на Древна Гърция окончателно се избистря и оформя след дорийското нашествие и по време на т.нар. гръцки тъмни векове, предшествали формирането на Архаична Гърция с нейните полиси. Разпределението на гръцките племена с диалектите им завършва окончателно през 10 век пр.н.е. То има последици за политическата история на Древна Гърция, както и за понятието и обхвата на древногръцката цивилизация, повлияла върху цялата европейска и световна история и цивилизация въобще, а и до днес.
В обхвата на древногръцката география се разбира основно най-южната част на Балканския полуостров (континентална или същинска Гърция), с прилежащата му островна акватория в Егейско море. Тук се включват и крайбрежни равнинни и плодородни землища на Йония и Еолия в Мала Азия.
В рамките на разширеното понятие са големите острови Евбея, Крит и Кипър, както и три големи архипелага в Егейско море – Цикладите на югозапад, Спорадите в източната и северна негови части и Йонийските острови в Йонийско море, както и отделни селища - колонии по бреговете на Средиземно, Мраморно, Черно и Азовско море

## Физикогеографски характеристики
Като цяло климатът в Древна Гърция е умерен (за разлика от сегашния, който е субтропичен) в съчетание в невероятно разнообразие от природни дадености – морета със заливи, плата с планини, малки равнини с рекички. Като цяло надморската височина на Древна Гърция е висока.
Най-специфичната черта, обуславяща характера на древногръцката география, е дължината на крайбрежната ивица с постоянно редуване на заливи дълбоко вклинени в сушата; полуострови издаващи се навътре в морето; многобройни заливи удобни за пристанища – с прилежащи низини, подходящи за развитие на земеделие. Крайбрежните жители по правило са рибари и моряци.
Освен това, Егейско и Йонийско море са осеяни с острови (егейски и йонийски), които също така притежават удобни и тихи за акостиране заливи. Всички тези природни дадености улесняват контактите и сношенията между крайбрежните жители по тези места, оформяйки кръгозора и обхвата на древногръцкия елински свят. През Хелеспонта, Пропонтида и Босфора се осъществява връзка с други древногръцки колонии.

## Континентална част
Континенталната част (Същинска Гърция или днес Централна Гърция) заема южния край на Балканския полуостров. Нейната приблизителна дължина от най-северната ѝ възможна точка (Олимп) до най-южната в Пелопонес е малко повече от 400 km.
По-голяма част от територията на Същинска Гърция е заета от планини, които макар и не много високи, са стръмни и затрудняващи сухопътните връзки. Това обстоятелство предопределя древногръцкия афинитет към морето и корабоплаването. Единствените по-големи равнини са Беотийската и Тесалийската.
Недрата на Древна Гърция предлагат многообразие от различни природни богатства (макар и в неголеми количества), което в съчетание с благоприятните климатични фактори обуславят стопанското и културно развитие. Природните ресурси на страната включват също така злато, сребро, медна и желязна руда, светлосин варовик, качествена глина, обсидиан и др. Въпреки това, основа за развитие на древногръцкото стопанство и цивилизация си остава морето и мореплаването.
Същинска континентална Гърция се поделя най-общо на три части – Северна, Средна и Южна. Северна Гърция граничи с Илирия, Македония, отделени от високите вериги на Олимп и Пинд. Единствените по-големи реки на север, които текат не от север на юг, са Пеней и Ахерон – своеобразни крайни предели за географския обхват на Древна Гърция. Епиротите не били причислявани собствено към елинския свят, като имали свой оракул в Додона. Античен Епир и Древна Македония са особени контактни зони със самостоятелна история, изиграли значение при разпространението и налагането на елинизма.
В Северна Гърция влизат Фтиотида с днешна Тесалия до река Пеней, както и Амбракия с частта от днешен Епир до река Ахерон. Тесалия в древна, както и в съвременна Гърция, е житницата. Древните тесалийци се занимавали със земеделие, овощарство и лозарство. Единствено в Тесалия, от цяла Древна Гърция, е развито коневъдството.
Северна Гърция се съединява със Средна чрез тесния проход Термопили. Средна Гърция обхващала Атика с Древна Атина; Беотия с Тива; Фокида с Делфи; Дорида и Локрида; Етолия и Акарнания (Етолоакарнания) – на запад. С най-голямо значение била Атика, която макар камениста и безводна, била богата на суровини – сребро, олово, мрамор, глина и др. Атика също така разполагала с много удобни заливи, а населението ѝ основно се занимавало със занаятчийство. Земеделието в Атика било слабо развито, за разлика от съседна Беотия с река Кефис и притоците ѝ. Условия за развитие на земеделие на запад предоставяла река Ахелой, разделяща Етолия и Акарнания, както и плодородната равнина около Амбракийския залив. На изток от Средна Гърция е големият плодороден остров Евбея, покрит с гъсти гори и прославен с овощните си градини в древността, както и с маслинените си градини и лозя. В северната му част, в лелантинската равнина, се отглеждала пшеница.
Чрез коринтския провлак (Истъм), Средна Гърция се съединява с полуостров Пелопонес, или с Южна Гърция – обширно плато, разположено високо над морското равнище. В древността Пелопонес бил покрит от гъсти букови и иглолистни гори. Тук се намирали и най-големите древногръцки полиси – Мегара и Коринт. Пелопонес включва следните области: на север Ахая; на запад – Елида; на североизток – Арголида; в центъра – Аркадия; на югозапад – Месения и на югоизток – Лакония. Условия за развитие на земеделие предоставяли Ахая, Елида, Арголида, Месения и Лакония, а скотовъдство развивала основно Аркадия.
Към същинска континентална Гърция се добавят егейските острови на изток, и йонийските – на запад. През Егейско море по крайбрежието на Мала Азия се намират Йония и Еолия, органично свързани с Древна Гърция посредством населението им – йонийци и еолийци.
На запад през Йонийско море, в южна Италия, след 8 век пр.н.е. се развиват колониите на Магна Греция със Сицилия – обект на т.нар. сицилиански войни с Картаген.
От значение за бурното и интензивно развитие на Древна Гърция в географски смисъл е близостта ѝ до минойски Крит, Древен Египет, Древна Сирия и Финикия – през море, както и съседството ѝ с малоазийските цивилизации, сред които и Троя.